# Unión Deportiva Lanzarote
L'Unión Deportiva Lanzarote è una società calcistica spagnola di Arrecife che attualmente milita nella Tercera División. Gioca le partite casalinghe nello stadio Ciudad Deportiva de Lanzarote.

## Storia
L'Unión Deportiva Lanzarote viene fondata nell'agosto del 1970 dalla fusione di 7 club: Club Deportivo Lanzarote, il Club Deportivo Torrelavega, il Club Deportivo Orientación Marítima, la Unión Deportiva Valterra, il Club Deportivo Lomo, il Club Deportivo Arrecife e il Club Deportivo Teguise con l'obbiettivo di creare un club competitivo che rappresentasse l'isola di Lanzarote nelle Canarie. Nella sua breve storia ha vinto la Tercera División nel 2000-2001 e la Segunda División B nel 2003-2004, mentre in Coppa del Re ha raggiunto gli ottavi di finale nel 2004-2005.

## Statistiche
- Stagioni in Segunda División B: 10
- Stagioni in Tercera División: 16
- Stagioni in Divisiones Regionales de Fútbol: 15
- Partecipazioni alla Coppa del Re: 8
- Miglior risultato in Segunda División B: 1° (2003-2004)
- Peggior risultato in Segunda División B: 17° (1999-2000)

## Palmarès

### Competizioni nazionali
- Segunda División B: 1

2003-2004

### Competizioni regionali
- Insular Preferente de Las Palmas: 1

1994-1995

### Altri piazzamenti
- Segunda División B:

Terzo posto: 2002-2003 (gruppo I)

## Presidenti
- 1970-1973:  Ginés Ramírez Cerdá
- 1973:  Manuel Perdomo Hernández
- 1973-1976:  Bernardo Morales Méndez
- 1976-1979:  José Vicente Ferrán Olmo
- 1979:  Vicente Guerra Rodríguez
- 1979-1982:  Manuel Barreto González
- 1982:  Marcelino Miranda
- 1982-1986:  Manuel Francisco Marín

- 1986-1988:  Carlos Henríquez de Castañondo
- 1988-1989:  Manuel Francisco Marín
- 1989:  Martín Martín Martín
- 1989-1998:  José Domingo Machín
- 1998-2001:  Andrónico Pérez
- 2001-2005:  Estanislao García
- 2005-2009:  Victoriano Elvira
- 2009-:  José Domingo Machín